# Alchemilla stenantha
Alchemilla stenantha é uma espécie de rosácea do gênero Alchemilla, pertencente à família Rosaceae.